# Myomyscus verreauxii
Myomyscus verreauxii é uma espécie de roedor da família Muridae.
Apenas pode ser encontrada na África do Sul.
Os seus habitats naturais são: florestas temperadas e matagais mediterrânicos.